# Maria Karch
Maria Karch (* 13. September 1877 als Maria Ludenia in Görlitz; † 6. Juli 1958) war eine deutsche Politikerin (SPD; USPD).

## Leben und Wirken
Maria Ludenia wurde in eine Arbeiterfamilie geboren. Nach dem Besuch der Volksschule in Görlitz in den Jahren 1883 bis 1891 verdiente Ludenia ihren Lebensunterhalt als kaufmännische Angestellte. Zu diesem Zweck absolvierte sie von 1891 bis 1894 eine Handlungsgehilfenlehre in Görlitz. Den Namen Karch nahm sie um 1900 nach ihrer Eheschließung mit dem aus Niederschlesien stammenden Maurer Hermann Karch an. Aus der Ehe ging eine Tochter, Erika, hervor. 1910 ließ die Familie sich in Forst in der Lausitz nieder.
Während des Ersten Weltkrieges oder in der unmittelbaren Nachkriegszeit brach Karch mit der SPD und wechselte zur Unabhängigen Sozialdemokratischen Partei Deutschlands (USPD). Ab 1919 war sie in städtischen Körperschaften in ihrer Heimatstadt tätig. Nach der Reichstagswahl vom Juni 1920 zog sie in den ersten Reichstag der Weimarer Republik ein, in dem sie bis zur Wahl vom Mai 1924 den Wahlkreis 5 (Frankfurt Oder) vertrat. 1922 verließ Karch die USPD wieder und trat zur Sozialdemokratischen Partei Deutschlands (SPD) über, deren Reichstagsfraktion sie sich auch anschloss.
Im April 1924 wurde Karch erneut in die Stadtverordnetenversammlung von Forst gewählt, der sie bis 1929 angehörte, ohne sich in ihr groß hervorzutun. Bei den Reichstagswahlen im Mai und Dezember 1924 kandidierte sie ohne Erfolg auf der SPD-Liste im Wahlkreis 5 (Frankfurt Oder).
Ende der 1930er Jahre eröffnete Karch einen Kolonialwarenladen in Forst, der sich im Erdgeschoss ihres Wohnhauses an der Ecke Fruchtstraße/Virchowstraße Nr. 18 befand. Das Geschäft betrieb sie, mit einer kurzen Unterbrechung Anfang 1945, bis zum Mai 1946. Im Alter erblindete Karch, so dass sie sich in Pflege geben musste. 1958 starb sie.